# GoFundMe
GoFundMe est une entreprise gérant une plate-forme de financement participatif, à l'instar de Kickstarter, Tilt ou Indiegogo. Le site permet à des particuliers d'organiser des collectes d'argent pour eux-mêmes ou pour d'autres personnes, dans le but de financer un projet, des accidents, des soins médicaux ou une bourse d'études . Entre 2010 et 2018, plus de 5 milliards de dollars ont été donnés via la plate-forme par plus de 50 millions de donateurs distincts. 
La société est basée aux Etats Unis, à Redwood City (Californie) et possède des bureaux à San Diego (Californie) mais aussi en Irlande, en France, en Espagne, en Allemagne et au Royaume-Uni,. L'entreprise est dirigée par Robert Solomon et Lelia O’Hea.

## Historique
La société a été fondée à San Diego - Californie en mai 2010 par Brad Damphousse et Andrew Ballester. Tous deux avaient déjà fondé Paygr, un site où des particuliers peuvent louer ou mettre à disposition des services (par exemple : réparer un appareil, faire la cuisine ou nettoyer sa voiture). Après une importante période de croissance entre 2010 et 2015, qui a vu GoFundMe devenir la première plate-forme mondiale de financement participatif, l'entreprise a été rachetée à ses créateurs en 2015 pour 600 millions de dollars par un groupe d'investisseurs dirigé par Accel Partners et Technology Crossover Ventures.
En 2022, la plate-forme interdit l'accès à la majorité des plus de 10 millions de dollars recueillis par les manifestants du convoi de la liberté contre les mesures vaccinales de 2021-2022 à Ottawa. L'entreprise californienne apparente cette manifestation à une « occupation ».
En 2023, à la suite du meurtre de Nahel Merzouk et des émeutes consécutives, Jean Messiha (homme politique et polémiste français d'extrême droite) lance une cagnotte en faveur de la famille du policier qui a tué le garçon qui était alors âgé de 17 ans  et récolte plus d'un million d'euros en quelques jours. Bien que controversée, la plateforme indique que la cagnotte est conforme à ses conditions générales d'utilisation.